# Фолксштимэ
Фолксштимэ (идиш פֿאָלקסשטימע‎ — глас народа, пол. Fołks Sztyme / Głos Ludu) — еврейская газета на идише и польском языке, основанная в 1946 году в Лодзи.

## История
«Фолксштиме» была основана в Лодзи в 1946 году. Через несколько лет редакция газеты переехала в Варшаву. Первоначально была органом ЦК Польской рабочей партии и ПОРП, с 1956 года была печатным органом Общественно-культурного общества евреев в Польше. В течение многих лет была единственной газетой на идише в Польше (кроме научного альманаха Bleter far Geszichte).
Согласно American Jewish Yearbook, Фолксштиме была «единственной газетой Коммунистической партии. Она выходила четыре раза в неделю и имела иллюстрированный ежемесячник Yiddishe Szriften, посвящённый литературе и искусству и выходила под эгидой Общественно-культурного союза евреев».
С 1968 года выходила в виде еженедельника. В 1991 году выпуск газеты был прекращён.
В настоящее время в Польше издаётся один раза в месяц единственное еврейское двуязычное периодическое издание на идише и польском языке — журнал «Дос Йидише Ворт».

## Главные редакторы
- Херш Смоляр (1950—1968);
- Самуэль Тененблатт[пол.];
- Адам Кватерко

## Примечание
1. ↑   Minczeles, Henri. Histoire générale du Bund: un mouvement révolutionnaire juif. Paris: Editions Austral, 1995. стр. 427
2. ↑  Bugajski, Janusz. Political parties of Eastern Europe: a guide to politics in the post-Communist era (англ.). — M.E. Sharpe, 2002. — P. 1055. — ISBN 978-1-56324-676-0. Архивировано 18 октября 2012 года.
3. ↑  Shapiro, Leon. Poland (неопр.) // American Jewish Yearbook. — 1953. — С. 336—343. Архивировано 29 февраля 2012 года.